# Bill Owen
Bill Owen MBE, född William John Owen Rowbotham 14 mars 1914 i Acton, London, död 12 juli 1999 i Highgate, London var en brittisk skådespelare och låtskrivare.

## Rollista i urval
- 1945 – Gyllene vingar
- 1953 – På galej i Boulogne
- 1958 – Nu tar vi sergeanten
- 1960 – Revansch på Hellfire Club
- 1961 – Tidernas agent
- 1963 – Nu tar vi taxin
- 1966 – En handfull pund för Donegal
- 1966 – Georgy - en ploygirl
- 1973 – O Lucky Man!
- 1973–2000 – Last of the Summer Wine (TV-serie)
- 1974 – Familjefesten
- 1981 – En förlorad värld (TV-serie)